# Route 205 (Québec)
Pour les articles homonymes, voir Route 205.
La route 205 (R-205) est une route régionale québécoise d'orientation nord-ouest / sud-est située sur la rive-sud du fleuve Saint-Laurent. Elle dessert la région de la Montérégie.

## Tracé
La route 205 débute à Hemmingford, à l'angle de la route 219 et se dirige vers le nord-ouest. Elle se termine 39 kilomètres plus loin, sur la route 132 aux abords du fleuve Saint-Laurent à Beauharnois. Sur la majorité de sa longueur, elle porte le nom de Chemin de la Beauce.

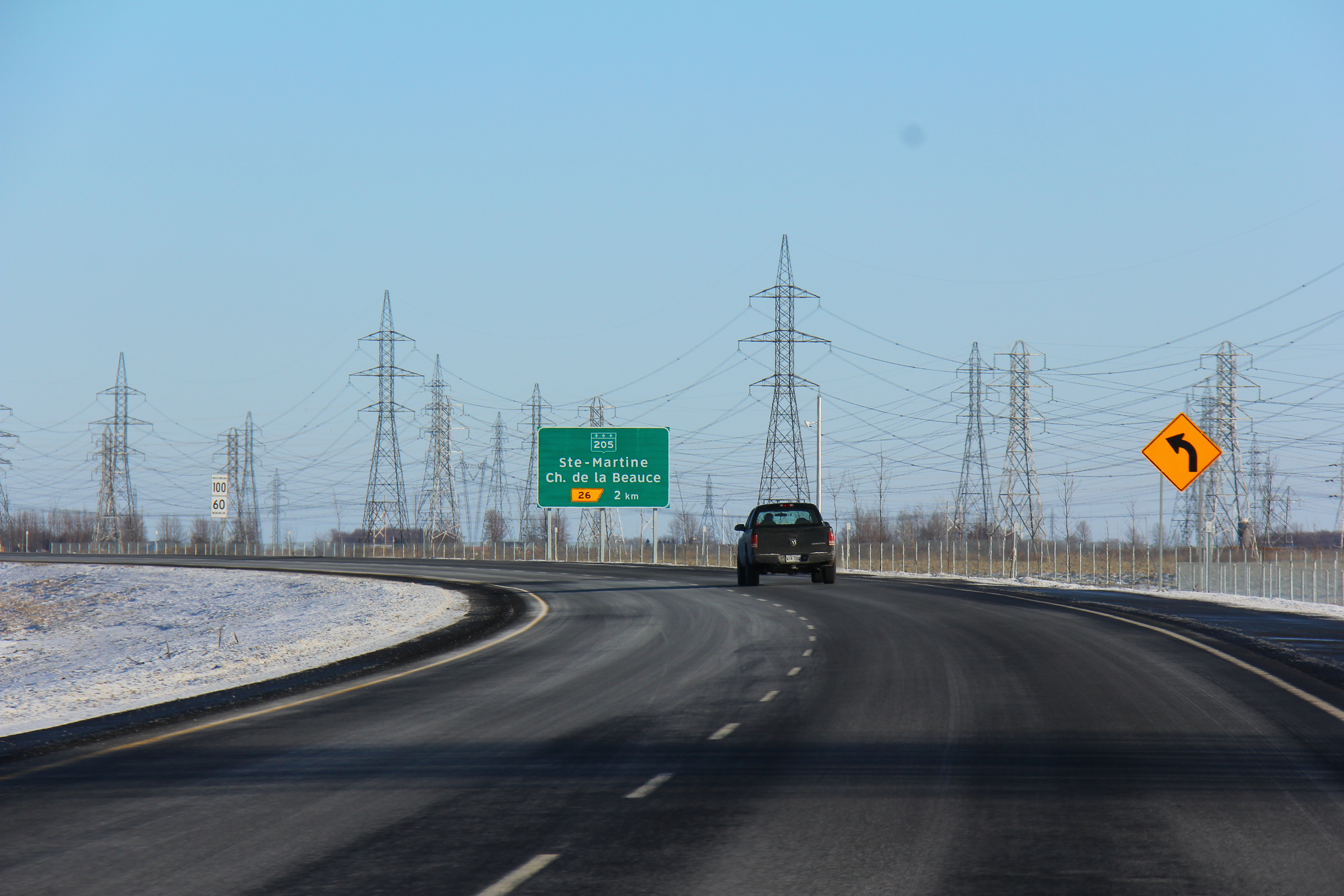
À l'approche de l'échangeur de l'autoroute 30 et de la route 205 à Beauharnois.

## Localités traversées (du sud au nord)
Liste des municipalités dont le territoire est traversé par la route 205, regroupées par municipalité régionale de comté.

### Montérégie
Les Jardins-de-Napierville
- Hemmingford
- Sainte-Clotilde

Beauharnois-Salaberry
- Saint-Urbain-Premier
- Sainte-Martine
- Beauharnois

## Intersections majeures
| MRC                        | Municipalité         | km    | Destinations                                        | Notes                                                                                 |
| -------------------------- | -------------------- | ----- | --------------------------------------------------- | ------------------------------------------------------------------------------------- |
| Les Jardins-de-Napierville | Hemmingford          | 0,00  | R-219 – Sherrington, Hemmingford                    |                                                                                       |
| Les Jardins-de-Napierville | Sainte-Clotilde      | 15,30 | R-209 – Saint-Rémi, Saint-Chrysostome               |                                                                                       |
| Beauharnois-Salaberry      | Saint-Urbain-Premier | 21,20 | R-207 nord – Saint-Isidore                          | Terminus sud de la R-207; indications en direction nord seulement                     |
| Beauharnois-Salaberry      | Sainte-Martine       | 28,00 | R-138 ouest – Ormstown                              | Terminus sud du multiplex avec la R-138                                               |
| Beauharnois-Salaberry      | Sainte-Martine       | 29,10 | R-138 est – Mercier, Montréal                       | Terminus nord du multiplex avec la R-138; Mercier indiqué en direction nord seulement |
| Beauharnois-Salaberry      | Beauharnois          | 37,30 | A-30 – Sorel-Tracy, Vaudreuil-Dorion                | Sortie 26 de l'A-30                                                                   |
| Beauharnois-Salaberry      | Beauharnois          | 38,80 | R-132 – Léry, Chateauguay, Salaberry-de-Valleyfield |                                                                                       |
| - Terminus de multiplex    |                      |       |                                                     |                                                                                       |